# Betania (Panamá)
Betania (también Bethania) es un corregimiento del distrito de Panamá, ubicado en el área urbana de la ciudad de Panamá. Limita al norte con el corregimiento de Ancón; al sur, con Bella Vista y Pueblo Nuevo; al este, con el distrito de San Miguelito y al oeste, con Curundú.

## Historia
A principios de la década de 1940 se comenzó a planificar el ensanche de la ciudad hacia esta zona, antes conocida como Vista Hermosa. La pequeña urbanización inicial fue inaugurada el 20 de abril de 1947, lo que la convierte en la primera urbanización que se diseñó en las afueras de la ciudad. Su nombre fue elegido mediante un plebiscito en el que participaron sus propios habitantes. Debido al crecimiento de esta urbanización, se decidió crear el corregimiento de igual nombre, mediante el Acuerdo Municipal n.º 70 del 23 de junio de 1960.

## Actualidad
En la actualidad, el corregimiento mantiene su atractivo original, combinando las instalaciones residenciales y de servicios con una gran cantidad de parques y áreas verdes.